# Salganea inaequaliterspinosa
Salganea inaequaliterspinosa es una especie de cucaracha del género Salganea, familia Blaberidae.

## Distribución
Esta especie se encuentra en isla de Borneo.